# 施特森湖
52°30′29″N 13°12′42″E / 52.50806°N 13.21167°E

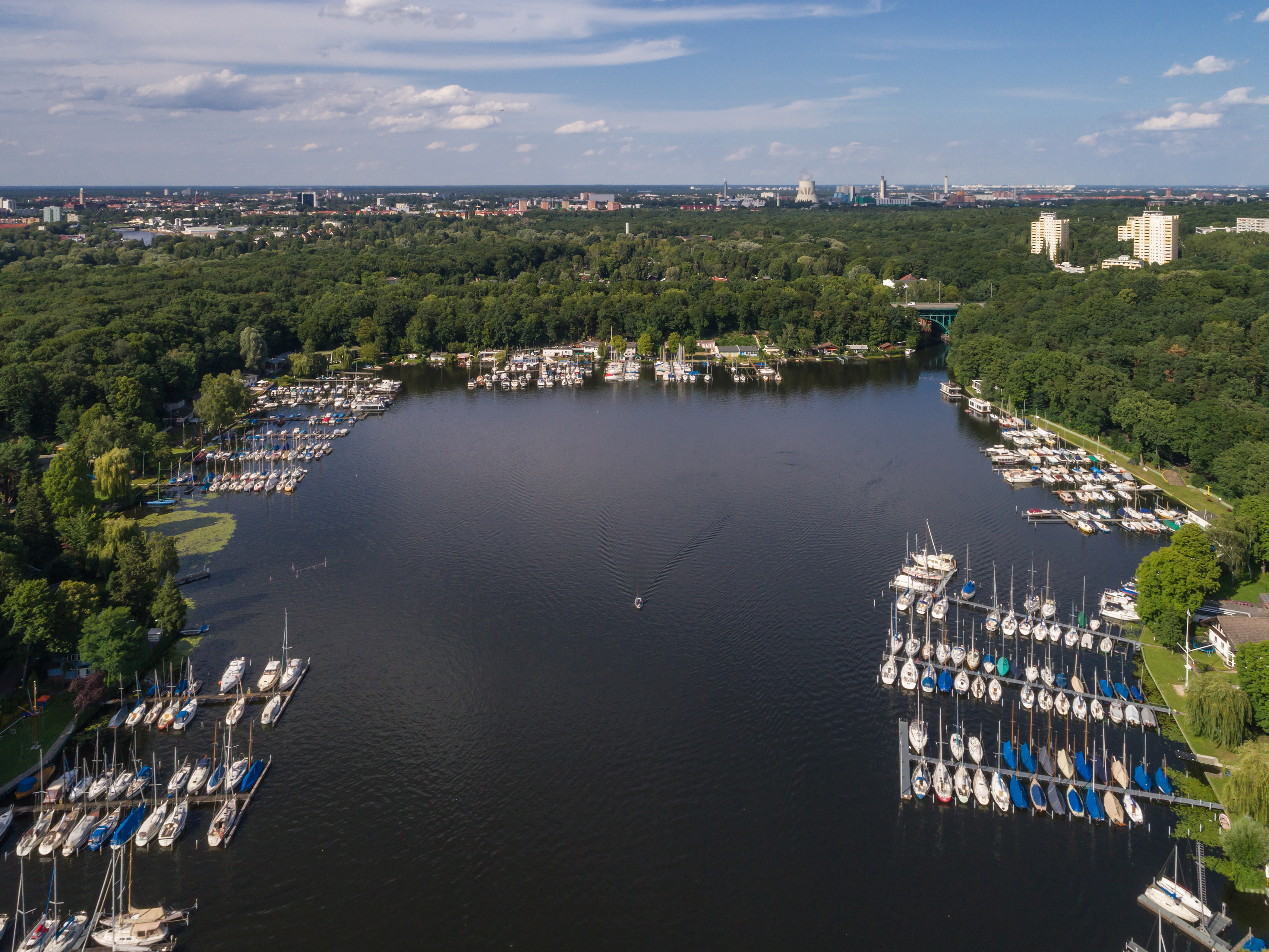

施特森湖（德語：Stößensee），是德國的湖泊，位於該國首都柏林，由施潘道和夏洛滕堡-維爾默斯多夫行政區負責管轄，長1.1公里、寬0.4公里，面積0.22平方公里，海拔高度30米，最大水深5米。